# Stalag VIII-A
Lo Stalag VIII-A è stato un campo di concentramento tedesco per prigionieri di guerra durante la seconda guerra mondiale, situato in prossimità di Görlitz, a quei tempi in Germania (oggi Zgorzelec, in Polonia). Prima dello scoppio del conflitto bellico era un campo della Gioventù hitleriana.

## Cronologia

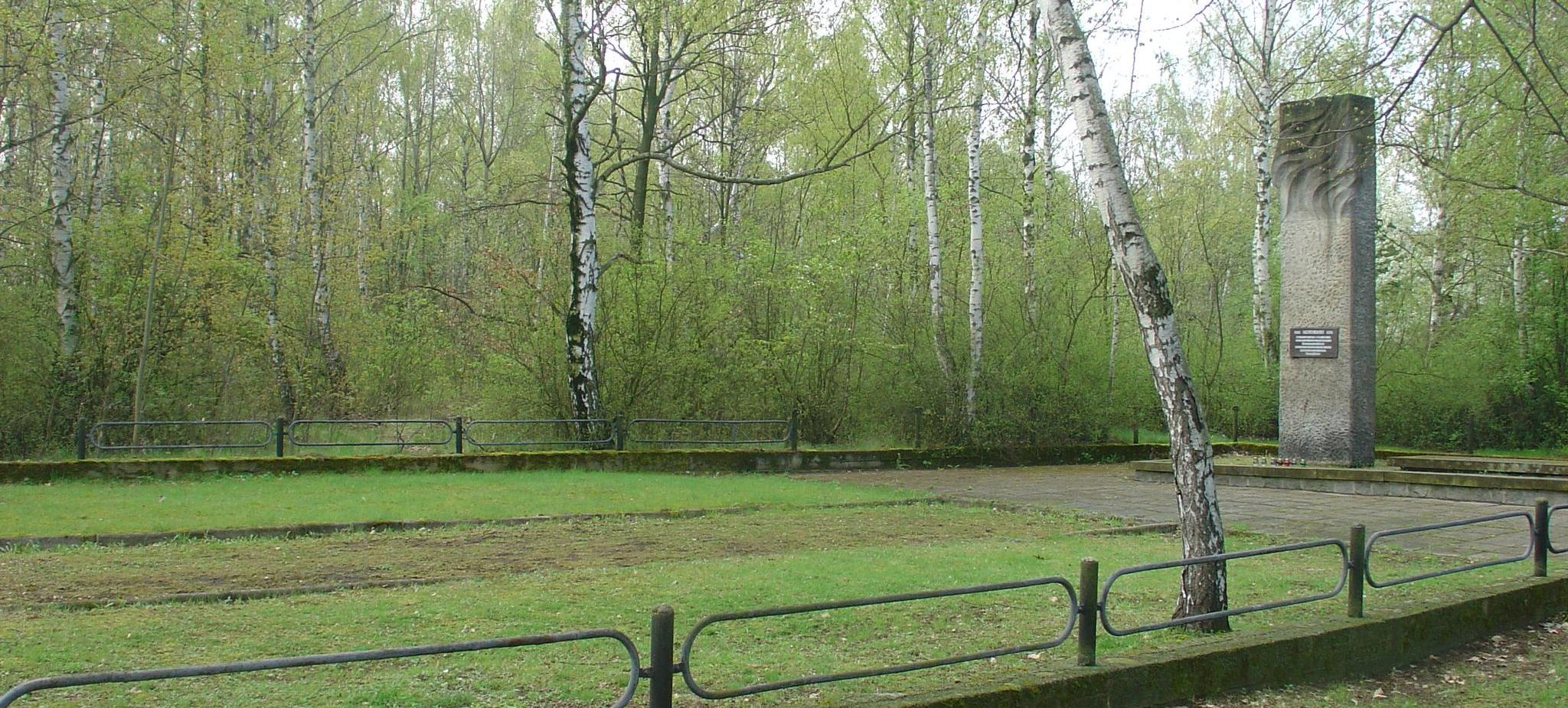
Monumento a ricordo dei prigionieri dello Stalag

Nell'ottobre del 1939 il campo fu modificato in modo da poter ospitare circa 15 000 prigionieri polacchi catturati durante la campagna di Polonia del settembre 1939. A giugno del 1940 la maggior parte dei prigionieri polacchi era stata trasferita in altri campi, e rimpiazzata con belgi e francesi catturati durante la campagna di Francia. Il numero di prigionieri arrivò fino a 30 000, il doppio di quanto originariamente previsto.
Nel 1941 fu creata una sezione separata per ospitare prigionieri sovietici senza che in patria ne avessero notizia. Ma particolari di questo internamento trovano traccia secondo Aleksandr Isaevič Solženicyn nella pubblicazione negli Stati Uniti di una delle detenute Ariadna Delianic costretta giornate intere a raccogliere con una forbicina 12 fili d'erba e formare dei mazzetti da 11 legati orizzontalmente dal dodicesimo.
Nel 1943 furono internati dapprima 2 500 soldati del Commonwealth provenienti dalle battaglie in Italia, e successivamente soldati italiani dall'Albania. Fra questi il carabiniere italiano Giovanni Fattori che si rifiutò più volte di aderire all'esercito di Salò e della cui esistenza si ha notizia nel libro di Matteo Grasso. Infine verso la fine di dicembre 1944 furono internati 1 800 soldati statunitensi catturati durante l'offensiva delle Ardenne. Il 14 febbraio del 1945 gli americani e i britannici furono avviati verso una marcia a ovest, sotto la pressione dell'offensiva sovietica.

## Olivier Messiaen
In questo campo Olivier Messiaen, un prigioniero francese, compose il Quatuor pour la fin du temps, un famoso pezzo di musica da camera. Messiaen riuscì a formare un quartetto composto da lui stesso al pianoforte, e da tre altri prigionieri: Jean le Boulaire (violino), Henri Akoka (clarinetto) e Etienne Pasquier (violoncello). Il brano fu da loro eseguito per la prima volta il 15 gennaio 1941 di fronte agli altri internati.